# Imaculado Coração de Maria (Funchal)
Imaculado Coração de Maria es una freguesia portuguesa del concelho de Funchal, en la región autónoma de Madeira, con 1,35 km² de superficie y 6 207 habitantes (2001). Su densidad de población es de 4 148,9 hab/km².